# Stevie Johnston
Stevie Johnston (* 28. September 1972 in Denver, Colorado, USA als Steven Earl Johnston) ist ein ehemaliger US-amerikanischer Boxer. Zwischen März 1997 und Juni 2000 war er zweimaliger WBC-Weltmeister im Leichtgewicht und gewann insgesamt sieben Titelverteidigungen. 

## Amateurkarriere
Johnston boxte als Amateur im Halbweltergewicht und gewann 260 von 273 Amateurkämpfen, wobei er 1990 unter anderem mit Siegen gegen Ronald Wright und Terron Millett die US-Meisterschaft gewinnen konnte. Im selben Jahr nahm er zudem noch an der Junioren-Weltmeisterschaft in Lima teil, besiegte unter anderem Daniel Santos und verlor erst im Finale gegen Héctor Vinent.
Bei den US-Meisterschaften 1991 und 1992 wurde er jeweils Vizemeister, nachdem er in den Finalkämpfen gegen Vernon Forrest bzw. Shane Mosley verloren hatte. Bei der nationalen Olympiaqualifikation 1992 verlor im Finale wiederum gegen Vernon Forrest und unterlag diesem auch bei den darauffolgenden Box-offs.
Sein größter Erfolg war der Gewinn der Panamerikanischen Spiele 1991 in Havanna, wobei er unter anderem Mark Leduc und Édgar Ruiz besiegen konnte.

## Profikarriere
Johnston bestritt sein Profidebüt im Februar 1993 und gewann 20 Kämpfe in Folge, darunter gegen Sharmba Mitchell (Bilanz: 31-1), Corey Johnson (18-0) und Howard Grant (16-1), wodurch er zum Pflichtherausforderer des französischen WBC-Weltmeisters Jean-Baptiste Mendy (49-5) aufstieg und diesen am 1. März 1997 in Paris nach Punkten besiegen konnte.
1997 gewann er Titelverteidigungen gegen den Japaner Hiroyuki Sakamoto (27-1) und den Mexikaner Saul Duran (25-2), sowie 1998 gegen George Cramne (32-1). In seiner vierten Verteidigung am 13. Juni 1998 verlor er dann durch Punktentscheidung gegen den Mexikaner Cesar Bazan (31-2), gewann den Titel jedoch im Rückkampf am 27. Februar 1999 in Miami durch einen Punktsieg zurück.
Im Anschluss konnte er den Titel gegen den Argentinier Aldo Rios (20-0), den US-Amerikaner Angel Manfredy (28-3), den Briten Billy Schwer (38-3) und den Mexikaner Julio Alvarez (21-5) verteidigen, ehe er ihn am 17. Juni 2000 nach Punkten an den Mexikaner José Castillo (40-4) verlor. Der Rückkampf der beiden Boxer am 15. September 2000 in Denver endete unentschieden.
Nach fünf Siegen, darunter gegen Alejandro González (48-4), verlor er in einem WBC-Ausscheidungskampf gegen Juan Lazcano (32-2). Bis zum Ende seiner Karriere im Mai 2008 bestritt er noch zehn Kämpfe mit sieben Siegen und drei Niederlagen. Sein dabei bedeutendster Gegner war Vivian Harris (26-2), gegen den er im Juli 2006 durch TKO unterlag.